# Île-de-Sein
Die Île de Sein (bretonisch: Enez Sun) ist eine französische Insel und Gemeinde im Département Finistère in der Bretagne. Die Bewohner der Insel nennen sich Sénans (bretonisch: Suniz). Mit einigen benachbarten kleinen Inseln bildet sie die Gemeinde Île-de-Sein mit 280 Einwohnern (Stand 1. Januar 2022).

## Geographie

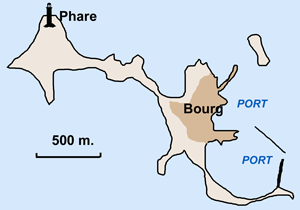
Plan der Île de Sein

Die etwa acht Kilometer vor der Pointe du Raz an der französischen Atlantikküste gelegene Insel gehört zur Cornouaille. Ihre Fläche beträgt gut 60 ha. Sie wird per Schiff von Saint-Evette bei Audierne aus angefahren. Die Überfahrt dauert 60 Minuten.
Sie ist gut sechs Kilometer lang und zwischen 100 und 800 Metern breit. Die felsige Île de Sein ist sehr flach, die höchste Stelle ist lediglich neun Meter hoch, so dass die Insel bei Hochwasser von Überschwemmungen bedroht ist.

## Geschichte
Die Insel wurde seit der prähistorischen Zeit bewohnt. Der römische Geograph Pomponius Mela nennt die Insel Sena und beschreibt sie in seinem Werk De chorographia (Kap. III.48) als den Standort eines von neun zauberkundigen Priesterinnen betriebenen Orakels, über das er einen ausführlichen Bericht gibt. (Diese Schilderung wurde im 12. Jahrhundert von Geoffrey von Monmouth in seiner Vita Merlini verwendet, um die älteste ausführliche Schilderung der Insel Avalon der Artusliteratur auszuschmücken.)

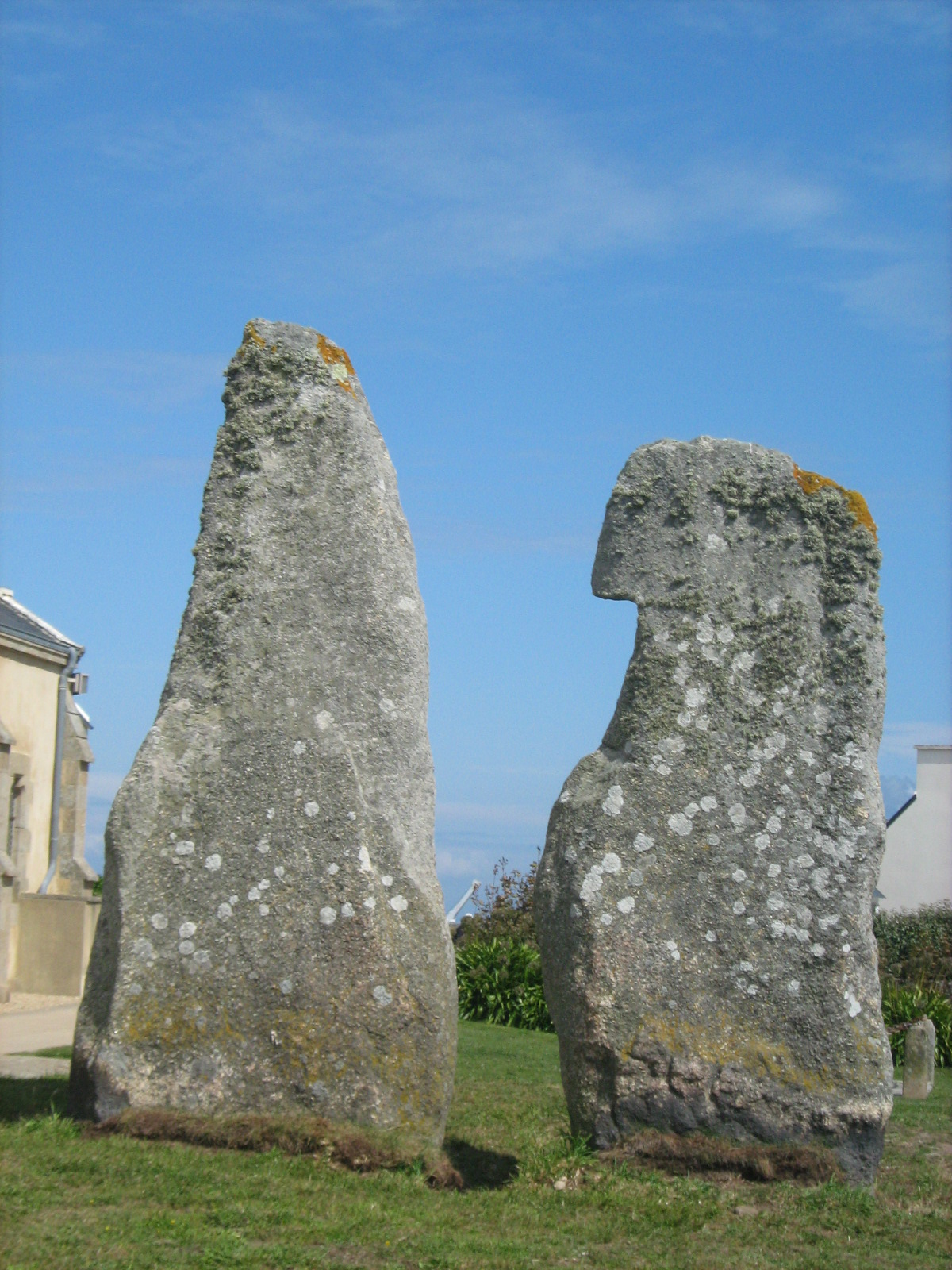
Les Causeurs sind ein Megalithpaar auf der Île de Sein

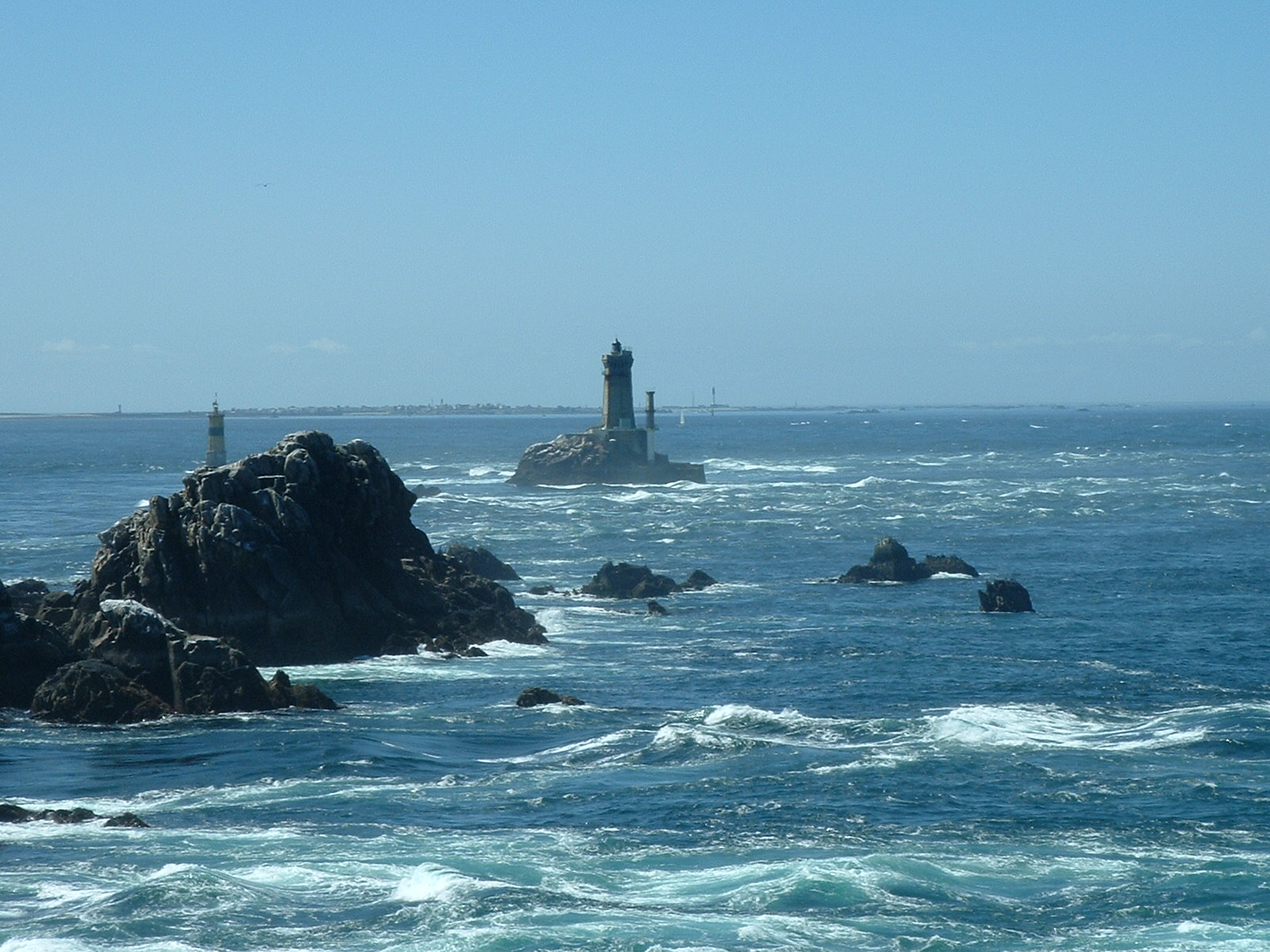
Blick von der Pointe du Raz auf die Île de Sein und den Raz de Sein

Die Einwohner der Insel engagierten sich besonders zahlreich in der Résistance: Als Charles de Gaulle 1940 seinen berühmten Appell über die BBC verlas, war die Île de Sein, anders als die übrige Bretagne, noch nicht von der deutschen Wehrmacht besetzt. Vom 19. bis 26. Juni legten alle männlichen Bewohner im wehrfähigen Alter, die im Zivilberuf Fischer waren, mit ihren Schiffen ab und schlossen sich den Streitkräften des Freien Frankreich an. Sie machten anfangs ein Viertel der Forces Navales Françaises libres („Freie Französische Marine“, kurz FNFL) aus und veranlassten de Gaulle zu der Bemerkung: „Die Insel Sein ist ein Viertel Frankreichs“. Am Ende des Zweiten Weltkrieges gehörte die Île de Sein zu den fünf Städten, die durch das Dekret vom 1. Januar 1946 General de Gaulles die Auszeichnung Ordre de la Libération erhielt.

### Bevölkerungsentwicklung
| Jahr                       | 1962 | 1968 | 1975 | 1982 | 1990 | 1999 | 2009 | 2017 |
| -------------------------- | ---- | ---- | ---- | ---- | ---- | ---- | ---- | ---- |
| Einwohner                  | 1094 | 835  | 607  | 504  | 348  | 242  | 202  | 249  |
| Quellen: Cassini und INSEE |      |      |      |      |      |      |      |      |

## Sehenswürdigkeiten
- Menhirpaar Les Causeurs (Monument historique)[3]
- Îlot de Kélaourou (Allée couverte)
- Pfarrkirche St-Guénolé (Île de Sein)
- Kapelle St-Corentin
- Grand phare de l’Île de Sein
- Les Menhirs (Steinreihe) innerhalb der Umfriedung der Kapelle St-Corentin[4]
- „Le Nifran“ Dolmen[5]

## Wappen
Blasonierung: „In Blau ein silbernes Scheibchen, darin ein schwarzes Hermelin, deichselweise bewinkelt (rechts, links, unten) von drei goldenen Hummern.“

## Wirtschaft und Infrastruktur
Da auf der kleinen Insel keine Landwirtschaft möglich ist, leben die fast alle im gleichnamigen Dorf heimischen Einwohner vom Fischfang und zunehmend von Tourismus. In den Sommermonaten verkehren mehrmals täglich Fähren zum Festland.
Im Sommer besuchen zahlreiche Tagestouristen die Insel. Auf der Insel und den umliegenden Felsriffen befinden sich mehrere Leuchttürme, am Phare de Men Brial am Hafen vorbei kommen die meisten Besucher an.
Die Insel und ihre Umgebung sind ein Naturpark, nicht zuletzt auf Grund der hier brütenden Seevögel.